# Unreal (серія ігор)
Unreal — серія відеоігор жанру шутера від першої особи, розроблена студією Epic Games. Серія відома тим, що її ігри демонструють можливості різних версій рушія Unreal Engine, який використовується у всіх іграх серії і також надається стороннім розробникам.
Серія включає гру Unreal з продовженням Return to Na Pali і її дві багатокористувацькі підсерії — Unreal Tournament та Unreal Championship, які відомі як кіберспортивні дисципліни.

## Ігри серії

Unreal

### Основна серія
- Unreal (1998)
  - Return to Na Pali (1999)
- Unreal Tournament (1999)
- Unreal Tournament 2003 (2002)
- Unreal II: The Awakening (2003)
- Unreal Tournament 2004 (2004)
- Unreal Tournament 3 (2007)
- Unreal Tournament 4 (в розробці)

### Спін-офи
- Unreal Championship (2002)
- Unreal Championship 2: The Liandri Conflict (2005)

### Антології
- Unreal Gold (1999) — включає Unreal і Return to Na Pali.
- Totally Unreal (2000) — включає Unreal, Return to Na Pali, та Unreal Tournament. Крім того містить користувальницькі доповнення та модифікації, безкоштовно поширювані через мережу.
- Unreal Anthology (2006) — включає Unreal Gold, Unreal Tournament, Unreal II, Unreal Tournament 2004, і додатковий CD з музикою[1]. Текстури для Unreal Tournament в складі збірника більш деталізовані, ніж в оригіналі.

## Сетинг

Unreal Tournament

Події всесвіту Unreal вперше були показані у грі Unreal та доповненнях до неї. Подальші ігри серії, бувши орієнтованими на багатокористувацькі змагання, відтворювали деякі епізоди історії на окремих картах. До прикладу, AS-FallenCity (Unreal Tournament 2004) показує антураж боїв повстанців з урядом Землі 2219 року.
Історія всесвіту Unreal починається в XXIII столітті, коли тюремний космічний корабель «UMS Vortex Rikers» зазнав аварії на планеті На Палі (англ. Na Pali). Ув'язнена, відома за відеогрою Unreal як В'язень 849В (у грі можна обирати стать), вибравшись з корабля, знайшла планету населеною істотами Налі, котрих поневолили для роботи на рудниках ящери Скаарджі. В ході пригод на планеті героїня вбила багатьох Скаарджів і їхню королеву. Ті у відповідь напали на Землю, що стало початком Семиденної війни, яку люди виграли, зруйнувавши Материнський корабель Скаарджів.
2215 році для відновлення контролю над Землею Об'єднаними Рівними Світами (англ. United Aligned Worlds), було створено Уряд Нової Землі (англ. New Earth Government). До 2119 року УНЗ укріпили свою владу над всіма територіями планети, попри опір повстанських угруповувань.
Протягом наступних десятиліть відбувалися конфлікти між провідними корпораціями людства. В 2291 році серед робітників на космічних рудниках через умови праці все частіше стали відбуватися сплески агресії та насильства, які вилилися в підпільні гладіаторські бої. Щоб це не стало загрозою, УНЗ та корпорація Liandri легалізували «вбивство за обопільною згодою», що дозволило зробити гладіаторські бої законними.
Події Unreal Tournament відбуваються в 2293 році (2341 за вступом до гри). В ході турніру того року багаторазового чемпіона Ксана Крігера було зміщено Малькольмом, котрого безуспішно намагалися подолати кілька років підряд.
Unreal Tournament 2003 бере початок в 2302 році. Бійцеві Горджу вдалося скинути Малькольма. Він став новим чемпіоном, щоправда, лише на рік.
Unreal Tournament 2004 показує турнір 2304 року. Гордж зазнав поразки від персонажа гравця, але хто став дійсним чемпіоном, розробники, Epic Games, так і не повідомили. Оскільки початковим персонажем є Джейкоб, це дає підстави вважати, що саме він переміг в Unreal Tournament 2004.
Unreal Tournament 3 показує події 2307 року. Її однокористувацький режим має повноцінний сюжет, не сконцентрований на турнірі. Він оповідає про помсту бійця Женця організації Некрисів за різанину на колонії Подвійні Душі. Також там фігурує Малькольм як лідер найманців, котрий покинув гладіаторські бої.
Побічна гра Unreal Championship відбувається паралельно з Unreal Tournament 2003. Її продовження, Unreal Championship 2, бере початок вже в 2315 та обертається навколо окремої людської цивілізації, що відділилася від решти людства в ході експериментів іншопланетян — Накті (англ. Nakhti). В ході власного турніру, Ритуалу Сходження (англ. Ascension Rites), вони шукають достойного стати Імператором Накті.